# Fodor Sándor (orientalista)
Fodor Sándor (Budapest, 1941. november 6. – Budapest, 2014. augusztus 2.) nemzetközi elismertségű magyar orientalista, arabista, az ELTE Bölcsészettudományi Kar Sémi Filológiai és Arab Tanszék tanszékvezetője (1984–2011), majd professor emeritusa.

## Életpályája
Fodor Sándor 1965-ben szerzett diplomát történelem és arab szakon, majd ezt követően a Sémi Filológiai és Arab Tanszékre került, ahol egészen a hirtelen bekövetkezett haláláig, 2014-ig dolgozott. 1981-ben nyert docensi kinevezést, majd Czeglédy Károly nyugalomba vonulását követően 1984-től vezette a tanszéket. 1996-ban nevezték ki egyetemi tanárnak. 2011-ben hivatalosan is nyugdíjba vonult de professor emeritusként továbbra is aktív kutató és oktató maradt.
1999-től 2006-ig az Orientalisztikai Intézet igazgatójaként tevékenykedett. 1990 és 2000 között három alkalommal is betöltötte a nemzetközi ügyekért felelős dékánhelyettes pozícióját. 2000-ben az ELTE Bölcsészettudományi Kar dékánjának választották meg egy évre.
Alapító elnöke volt a Magyar-Egyiptomi Baráti Társaságnak.

## Művei (válogatás)
- Róna-Tas András–Fodor Sándor: Epigraphica Bulgarica. A volgai bolgártörök feliratok; JATE, Szeged, 1973 (Studia Uralo-Altaica)
- Fodor Sándor–Iványi Tamás: Magyar-arab kisszótár, 1-2.; Kulturális Kapcsolatok Intézete, Bp., 1978
- Az iszlám. Források; KCST–TIT, Bp., 1988
- Amulets from the Islamic world. Catalogue of the exhibition held in Budapest, in 1988; szerk. Fodor Sándor; ELTE–Kőrösi Csoma Társaság, Bp., 1990 (The Arabist)
- Studies in honour of Károly Czeglédy on the occasion of his eightieth birthday; szerk. Alexander Fodor [Fodor Sándor]; ELTE–Kőrösi Csoma Társaság, Bp., 1994 (The Arabist)
- Szúfizmus és mágia. Amulettek az iszlám világából; szerk. Fodor Sándor; Helikon Kastélymúzeum–ELTE, Keszthely–Bp., 2009 (angolul is)
- A Magical Banner with the Representation of Paradise from the Tareq Rajab Museum in Kuwait. Proceedings of the Colloquium on Paradise and Hell in Islam: Keszthely. The Arabist 30(2012), pp. 11-36
- An Arabic Version of the Sword of Moses, Leiden. Continuity and Innovation in the Magical Tradition (ed. G. Bohak et alii), pp. 341-385.
- Fulfill the needs of your brother: social solidarity in Islam, Eger, Istanbul: Albaraka Türk, 80 p.
- Letters and Words: Catalogue of the Exhibition of Egyptian Calligraphy held in Cairo in 2010. Cairo: Balassi Institute (Editor, together with I. Zimonyi and Salah Abd al-Khaliq), 80 p.
- Sufism and magic: amulets from the Islamic World. Budapest–Keszthely. Mészi Fotó Kiadó, 2009.
- An Arabic Magic Bowl from the Tareq Rajab Museum, Kuwait, Sifting Sands Reading Sings. Studies in honour of Professor Géza Fehérvári, 2006, pp. 187-198.
- Magic Bowls, Cosmology and Divination. The Arabist 2003, 26-27, pp. 1-36.